# Jean-François Doré
Pour les articles homonymes, voir Doré.
Jean-François Doré, né le 14 février 1948 à Montréal et décédé le 7 mai 2016 à Cowansville,, était un animateur à la radio et à la télévision de Radio-Canada, ainsi qu'un auteur et un journaliste québécois, aussi chargé de cours à l'Université du Québec à Montréal et à l'Université de Sherbrooke.

## Biographie
Né à Montréal, le 14 février 1948, fils aîné des gens de théâtre et de télévision Fernand Doré et Charlotte Boisjoli, Jean-François Doré est diplômé en sciences politiques et en philosophie, puis détenteur d’un doctorat en sémiologie obtenu dans les années 2000 à l'Université du Québec à Montréal, où il est chargé de cours, après une carrière de plus de 35 ans comme animateur à la radio de Radio-Canada.
Il décède à Cowansville, le 7 mai 2016.

## Radio
- Bouchées doubles — (1980-…) avec Chantal Jolis —, Première chaîne de Radio-Canada
- Nostalgies — (1991-...) Première chaîne de Radio-Canada
- Les jeux sont faits — (2002-…) —, Première chaîne de Radio-Canada
- un des auteurs invités pour la chronique La haute définition, de l'émission Vous êtes ici — (2008-…) —, Première chaîne de Radio-Canada

## Télévision
- un des commentateurs-vedettes de la Soirée de l'improvisation, à Télé-Québec
- Chronique Le sport a ses raisons, dans l'émission C'est ça la vie — (2010-2011) —, Télévision de Radio-Canada[3]

## Publications
- Y en aura pas d'facile : dix clichés du sport et leurs racines philosophiques, Montréal : Leméac, 2003  (ISBN 978-2-7609-1209-0)[4]
- « Le géant aux pieds d’argile : de la fragilité des arguments éthiques de la réglementation antidopage », Éthique publique, vol. 7, no 2, 2005 — [lire en ligne]